# Стенвог, Харалд
Харалд Стенвог (норв. Harald Stenvaag, 5 марта 1953) — норвежский стрелок, призёр Олимпийских игр. За спортивную карьеру заработал 67 медалей Олимпийских игр, чемпионатов мира и чемпионатов Европы.
Родился в Олесунне. В 1974 году дебютировал на международных соревнованиях, выступив на чемпионате мира в Берне. В 1984 году принял участие в Олимпийских играх в Лос-Анджелесе, где стал 7-м в стрельбе из пневматической винтовки на дистанции 10 м, и 14-м — в стрельбе из малокалиберной винтовки с трёх позиций на дистанции 50 м. В 1988 году принял участие в Олимпийских играх в Сеуле, где стал 5-м в стрельбе из пневматической винтовки на дистанции 10 м, и 7-м — в стрельбе из малокалиберной винтовки с трёх позиций на дистанции 50 м. В 1992 году на Олимпийских играх в Барселоне завоевал серебряную медаль в стрельбе из малокалиберной винтовки лёжа на дистанции 50 м, а в стрельбе из малокалиберной винтовки с трёх позиций на дистанции 50 м стал 5-м. В 1996 году на Олимпийских играх в Атланте стал 41-м в стрельбе из малокалиберной винтовки с трёх позиций на дистанции 50 м. В 2000 году на Олимпийских играх в Сиднее завоевал бронзовую медаль в стрельбе из малокалиберной винтовки с трёх позиций на дистанции 50 м. В 2004 году на Олимпийских играх в Афинах стал 30-м в стрельбе из малокалиберной винтовки с трёх позиций на дистанции 50 м.